# Антиферменты
Антиферменты (от греч. анти «против», «наоборот»… и ферменты) — представляют собой специфические вещества, имеющие белковое происхождение. Они выделяются в результате процессов жизнедеятельности организма. Главное их функциональное предназначение — это тормозить или полностью блокировать действие ферментов, что достигается путём образования при взаимодействии с ферментами неактивных комплексов. Те антиферменты, которые присутствуют в различных органах и тканях организма, предохраняют эти органы и ткани от негативных воздействий соответствующих ферментов. В качестве примера можно привести антиферменты, обеспечивающие устойчивость стенок желудка и кишечника и предохраняющие их от разъедающего действия достаточно агрессивных пищеварительных ферментов, содержащихся в желудочном соке. Научное изучение свойств антиферментов также помогает учёным получать новые медикаменты, обладающие свойствами антиферментов. К ним можно отнести такие препараты как эзерин, прозерин, фокурит (диакарб), трасилол и др.